# رافات (الخليل)
رافات هي قرية صغيرة تقع جنوب السموع وتتبع لها في محافظة الخليل وتبعد عن مركزها 18 كم، وترتبط في تعاملاتها الحياتية بشكل كامل مع بلدة السموع، وتضم القرية في ثناياها الكثير من المواقع الأثرية القديمة، وتنتشر بها زراعة الفواكه والخضراوات، وتعد القرية قريبا من الخط الأخضر الذي يقع جنوبها.

## السكان
يبلغ تعداد سكان رافات حوالي 3500 نسمة.

## مؤسسات القرية
يوجد في القرية مسجد رافات الكبير والمسجد العمري وهناك مدرستان هما مدرسة ذكور رافات الثانوية ومدرسة بنات رافات الأساسية. كذلك يوجد في القرية جمعيتان هما جمعية رافات التعاونية الزراعية جمعية رافات للتعاون الثقافي والاجتماعي.